# Сисакская крепость
Сисакская крепость (хорв. Tvrđava Sisak) — оборонительное сооружение раннего модерна на берегу реки Купа до впадения ее в Саву. Она расположена в пригороде современного города Сисак (жупания Сисачко-Мославачка, центральная Хорватия).
Это треугольная структура, в основном из кирпича и поддерживаемая каменными частями. Каждый угол крепости усилен круглой башней, покрытой конической крышей. Башни соединены 30-метровыми толстыми стенами с бойницами. Будучи построенной на берегу реки, крепость имеет укрепленную линию с запада на юго-запад. Другие стороны частично охраняются рекой Сава в непосредственной близости, протекающей на юго-востоке.
За свою историю крепость Сисак была повреждена несколько раз и впоследствии была подвергнута реконструкции. Несмотря на то, что она нуждается в обновлении, в настоящее время она находится в хорошем состоянии. Здесь размещается местный городской музей. 

## История
Крепость была построена после угрожающие и разрушительных турецких нападений на Королевство Хорватии. Строительные работы были заказаны епископом Загреба, владельцем имения, и продолжались с 1544 до 1550 года. Руководителем строительства был Петар (Pietro de Mediolanus) из Милана и общие затраты на строительство оцениваются в более чем 3300 флоринов (форинтов).
Став боснийским пашой в 1591 году, Хасан Предоевич совершил несколько нападений на Сисак. Во время своей последней кампании в июне 1593 его войско в 12000 османских солдат осадило крепость, которую обороняли хорватско-словенско-австрийские войска. 22 июня 1593 паша был ранен и вскоре умер. Эта битва стала поворотным моментом, которая привела к существенному ослаблению позиций Османской империи на Балканах.
После ослабления османского давления на хорватские земли в XVII веке крепость несколько раз меняла владельцев, иногда повреждаясь, но сразу же восстанавливалась. Последний крупный ущерб произошел во время Второй мировой войны, во время которой укрепление было повреждено снарядами и северо-западная башня была частично разрушена.
Современный городской музей (основан в 1951 году) включает в себя также экспозиции по археологии, этнологии, истории культуры и нумизматики.

## Галерея

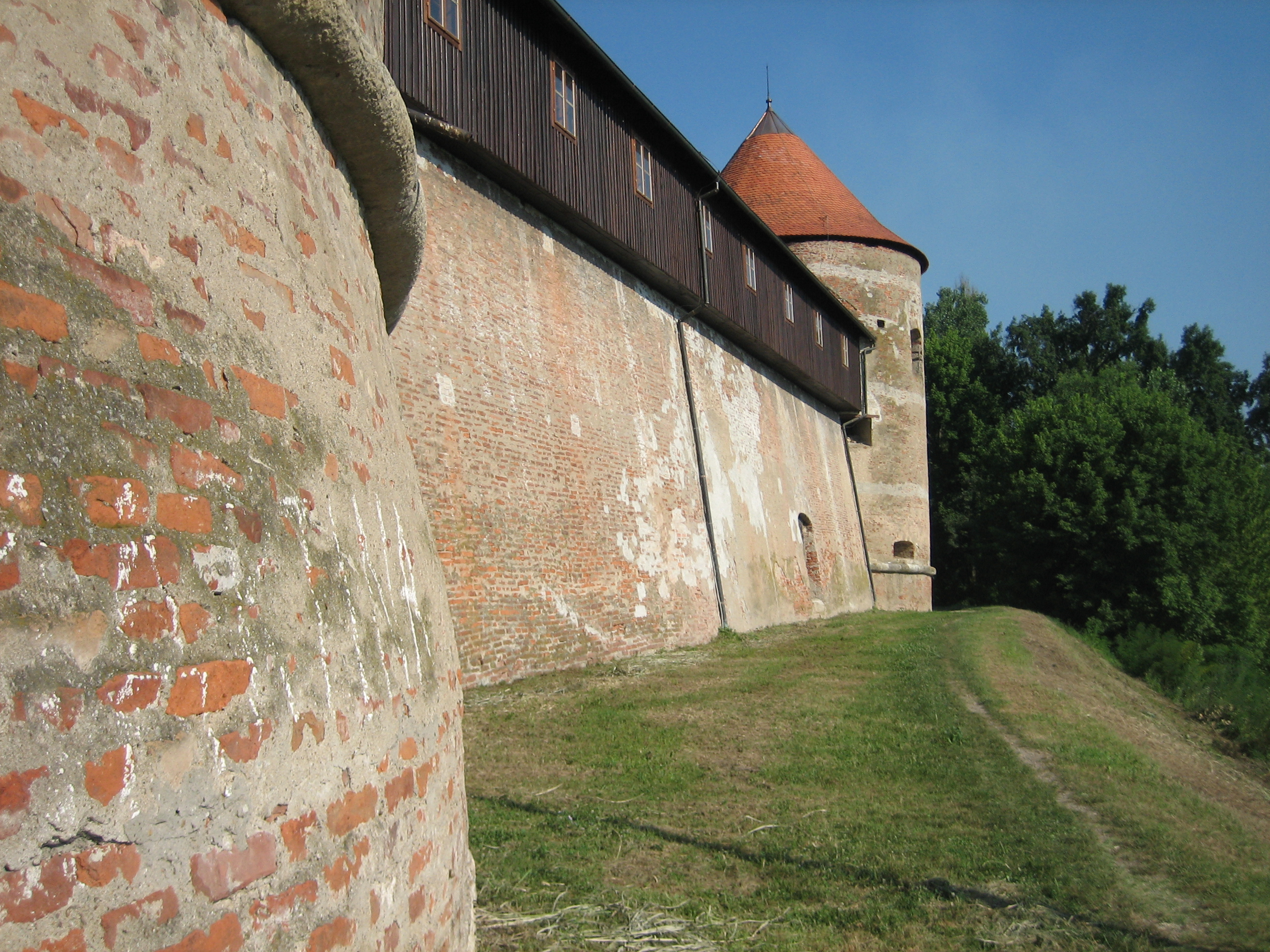
Кирпичная стена крепости
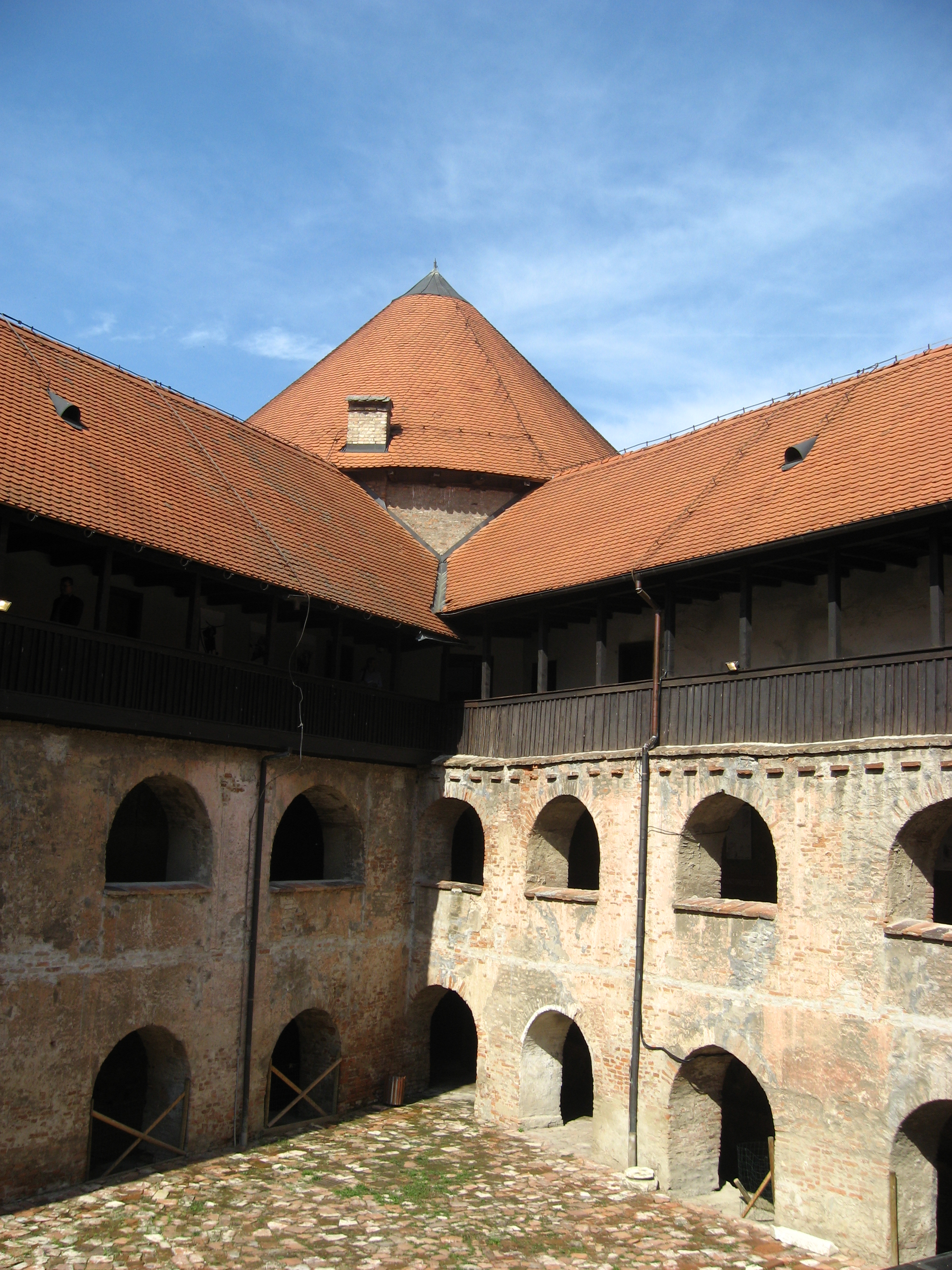
Внутренний двор
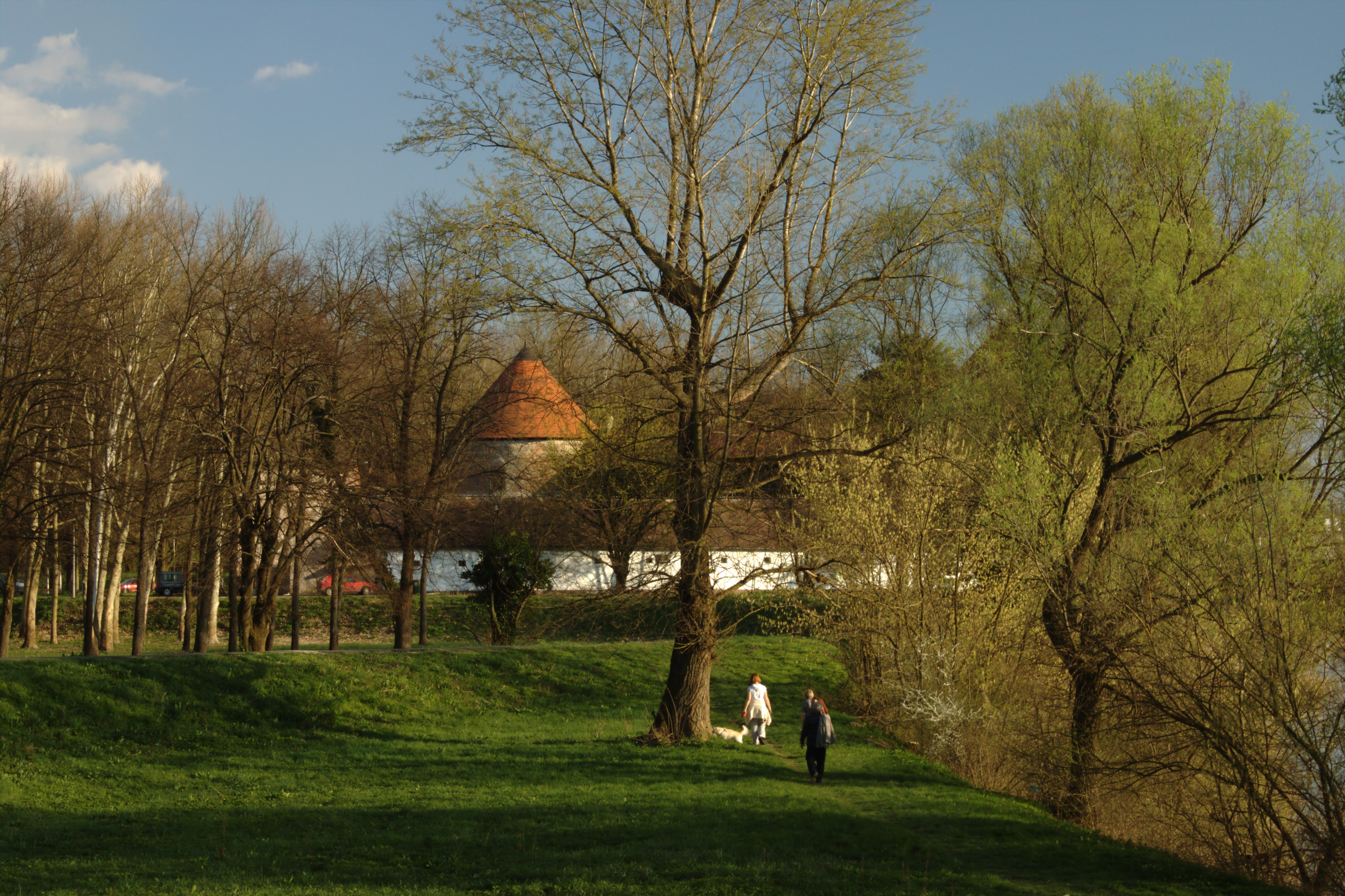
Крепость окружена деревьями